# Manson Guitar Works

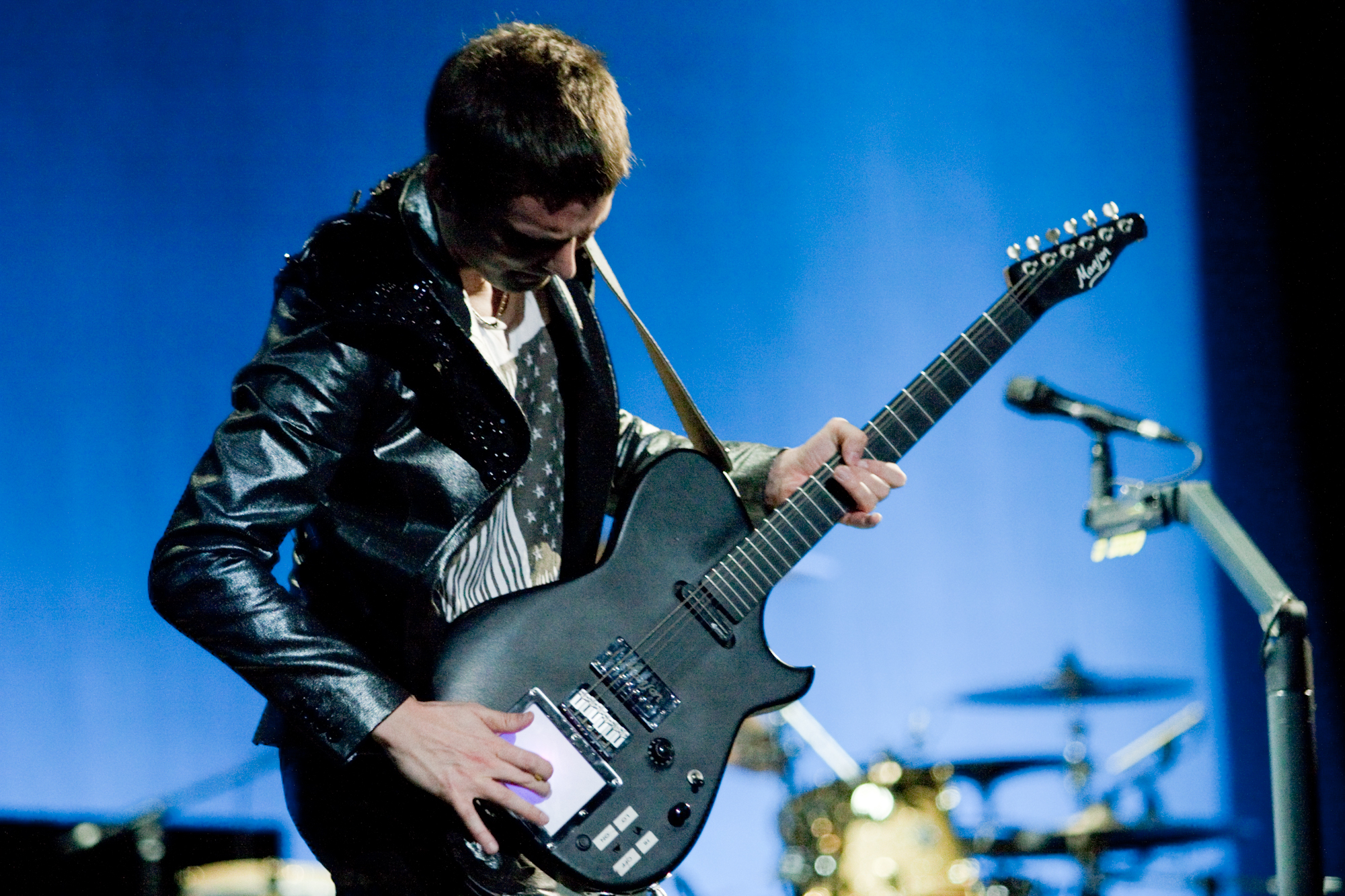
Метт Белламі із Muse з його гітарою Manson Black MIDI (або MB-1), спеціально створеною для нього

Manson Guitar Works — англійський виробник гітар. Компанія заснована братами Енді й Г'ю Мансонами в 70-х роках. Енді Менсон спеціалізується на акустичних, напівакустичних, електроакустичних гітарах і інструментах, а Г'ю — електрогітарах.
Компанія співпрацює з Cort Guitars, спільно виробляючи недорогі (порівняно з гітарами Manson) моделі для широкого загалу.
Гітари Manson стали особливо відомими завдяки Метью Белламі, фронтмену британського рок-гурту Muse. Він має велику кількість гітар цього виробника, більшість з яких були виготовлені на замовлення. Їх співпраця почалась у 2001 році, коли Белламі попросив Г'ю Менсона створити гітару, яка «була звуком як Gibson з синглом P-90 і мала форму Fender Telecaster». Також запропонував вставити спеціальні ефекти, такі як Fuzz Factory, які вмикатимуться ручкою на корпусі, або Digitch Whammy, що може бути використаний за допомогою контролерів MIDI Strip Controller чи Touch MIDI Pad, і здатний обробляти Kaoss Pad прямо з гітари.
У 2009 було випущено першу іменну серію гітар Метью Белламі, що мала назву Manson MB Series. Вона була реплікою кастомної гітари Белламі Manson M1D1.

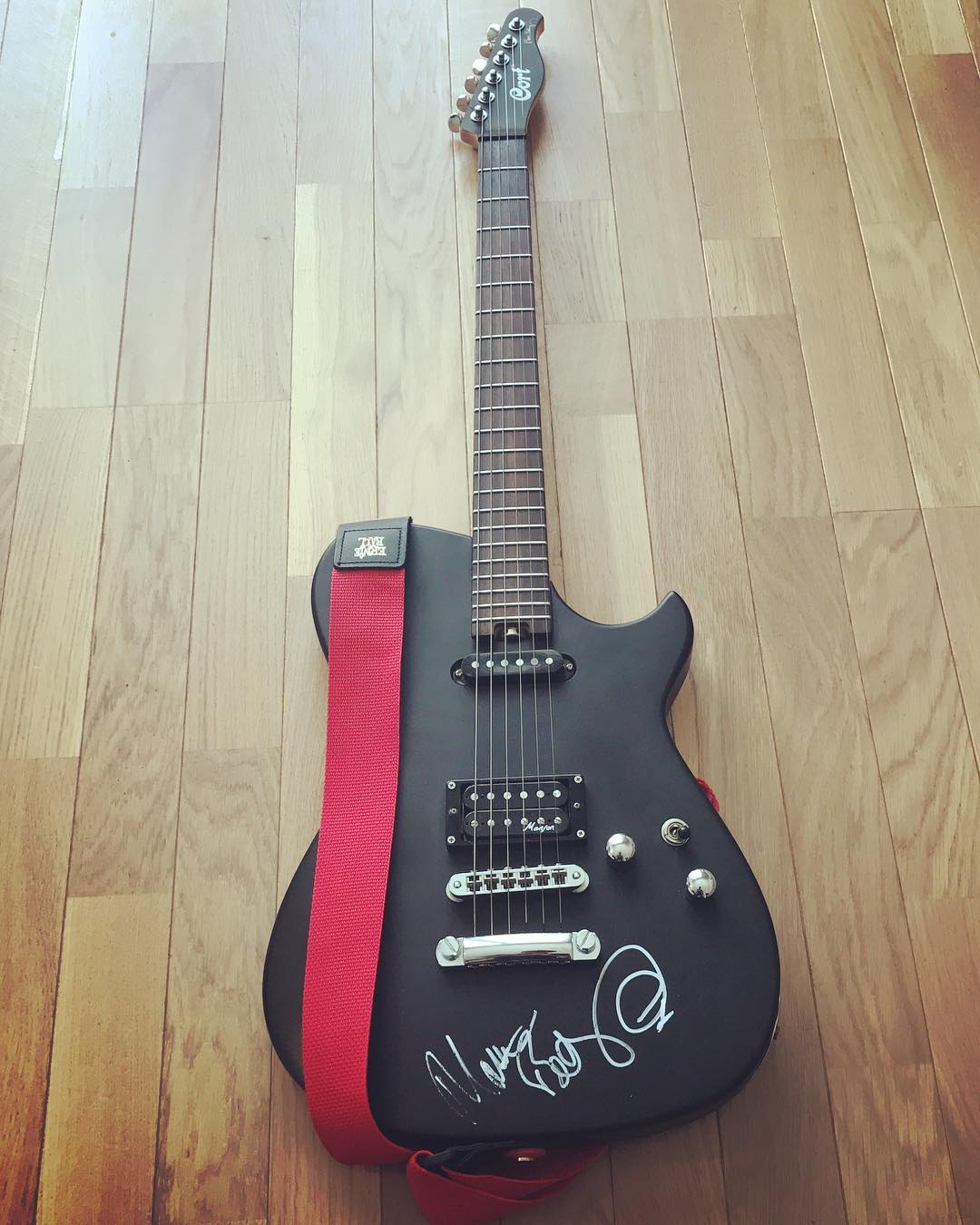
Підписана гітара Cort MBC-1, створена Метт Белламі, Г'ю Менсоном і компанією Cort

У 2015 році спільно з Cort випустили підписану модель MBC-1.

## Відомі клієнти
- Метью Белламі ( Muse) має багато підписаних моделей гітар: Manson MB-1, MB-1S, DL-1 і MB-2E і т. д.
- Джиммі Пейдж (Led Zeppelin)[3]
- Джон Пол Джонс (Led Zeppelin, Them Crooked Vultures)
- Дейв Грол (Foo Fighters,  Nirvana)
- Майк Керр (Royal Blood) — володіє «low custom» моделлю.
- Seasick Steve[en] має спеціальну гітару, зроблену із залишками очищувача повітря Ford
- Ієн Андерсон (Jethro Tull)
- Мартін Барре (Jethro Tull)
- Енді Саммерс (The Police)

## Примітка
1. ↑  Chris Vinnicombe, Chris Wickett (21 квітня 2009). Exclusive video: Matt Bellamy's new signature guitar. musicradar.com. MusicRadar. Архів оригіналу за 14 жовтня 2017. Процитовано 14 жовтня 2017.
2. ↑  MUSE : Manson Matt Black - Guitar Made for Matthew Bellamy. abelgaloismuse.blogspot.com.es (іспанською) . Архів оригіналу за 11 жовтня 2017. Процитовано 11 жовтня 2017.
3. ↑  Рей Бондс (2002). Illustrated Directory of Guitars. с. 224—225. ISBN 9781840652888.